# Chession
Chession est un hameau ardennais sur les hauteurs de l'Amblève, dans la province de Liège, en Belgique. Anciennement section de la commune de Lorcé, il est depuis la réforme de 1977 administrativement rattaché à la commune de Stoumont, en Région wallonne.

## Étymologie
Le mot 'Chession' est un dérivé du bas-latin castilionem qui signifie "petit fortin". Ce nom suggère généralement l'ancienne présence de fortification, d'un oppidum ou même d'un château.

## Situation
Le hameau est situé sur les hauteurs des vallées de l'Amblève et de la Lienne, son affluent. Le confluent se trouve à Targnon. On y accède soit par le village de Lorcé soit par le village de Chevron, respectivement sorties 47 ou 48 de la E25 Liège-Luxembourg. Le paysage est assez vallonné.

## Description
Chession compte une petite centaine d'habitants environ, dans une quarantaine de maisons, pour la plupart construites en pierres du pays. Le hameau - sans église - est paisible et accueillant. Deux fermes y sont encore en activité (2022). L'élevage y est plus important que l'agriculture car la terre n'est pas très fertile.

## Patrimoine
- Deux anciennes bâtisses bicentenaires construites en torchis. L'une d'elles, restaurée et classée, attire régulièrement les artistes-peintres.
- Tourisme: de nombreuses promenades balisées y sont possibles à toutes saisons. Deux gîtes pour étape ou pour séjour prolongé sont disponibles.
- Au sud-est se trouve un promontoire rocheux type 'éperon barré' sur lequel on soupçonne l'ancienne présence de fortification. Elle avait pour but de permettre un refuge à la population qui travaillait à l'extraction de minerais dans la vallée de la Lienne. La présence de crayats dans la vallée atteste de l'exploitation du fer et plus tard (19e et 20e siècle) du manganèse. Une bourrelet de terre ferme l'unique accès à l'isthme. Celui-ci est à peine perceptible à la suite de l'érosion des sols[3].